# Calomeria amaranthoides
Calomeria amaranthoides là một loài thực vật có hoa trong họ Cúc. Loài này được Vent. mô tả khoa học đầu tiên năm 1804.